# Wladimir Alexejewitsch Andrejew

Wladimir Alexejewitsch Andrejew, 2011

Wladimir Alexejewitsch Andrejew (russisch Владимир Алексеевич Андреев; * 27. August 1930 in Moskau; † 29. August 2020 ebenda) war ein sowjetischer bzw. russischer Theater- und Film-Schauspieler, Theaterregisseur, künstlerischer Leiter und Schauspiellehrer.

## Leben und Leistungen
Wladimir Andrejew wuchs im Zentrum Moskaus auf. Sein Vater war Schweißer und, wie sein Sohn später selbst, sehr belesen. Die Mutter arbeitete als Bildbearbeiterin. Sie lebte nach Andrejews Angaben als Kind zeitweise in einem Waisenhaus, nachdem ihre Mutter, die überzeugte Kommunistin war, Anfang des 20. Jahrhunderts untertauchte. Das Paar hatte außerdem einen zweiten Sohn namens Lew.
Andrejew wuchs nach eigenem Bekunden unter gewaltbereiten Jugendlichen auf, fand jedoch in der Theaterabteilung des örtlichen Pionierhauses ein festes, soziales Gefüge. Hier lernte er auch den späteren Darsteller und Regisseur Roland Antonowitsch Bykow kennen. Bereits in seinem 15. Lebensjahr arbeitete Andrejew in den Sommerferien in der Landwirtschaft und nach seinem Schulabschluss in einer Fabrik. Im Alter von 16 Jahren vermittelte seine Mutter ein Treffen mit der Schauspielerin Warwara Nikolajewna Ryschowa, die zur Stammbelegschaft des Maly-Theaters gehörte. Sie bereitete ihn auf die Eignungsprüfung der Theaterschule vor.
Andrejew schloss 1952 seine Ausbildung beim Staatlichen Institut für Theaterkunst „A. W. Lunatscharski“ (GITIS) ab. Anschließend war er bis 1985 und ein zweites Mal von 1990 bis Anfang 2020 beim Moskauer Dramatheater „M. N. Jermolowa“ tätig. Zwischen 1970 und 1985 bekleidete er hier den Posten des ersten Regisseurs und fungierte von 1990 bis 2012 als künstlerischer Leiter. Zwischen 1985 und 1988 nahm Andrejew ein Engagement als erster Regisseur beim Maly-Theater wahr, von 1987 bis 1989 zeichnete er als Organisator, erster Regisseur und künstlerischer Leiter auch für das Theaterstudio Test verantwortlich. Sein dortiges Wirken beinhaltete eine Inszenierung von James Goldmans Der Löwe im Winter sowie die Verkörperung von Heinrich IV.
Seit 1978 hatte der Moskauer außerdem eine Professur beim GITIS inne und bildete bekannte Darsteller wie Kristina Orbakaite und Jelena Jakowlewa aus. Von 1995 gehörte er der Akademie der Geisteswissenschaften und seit 2000 der Internationalen Theaterakademie an.
Im Film war der dunkelhaarige Mime erstmals 1954 in Reise mit Hindernissen und Reifezeugnis präsent. Ein Jahr später gab er in Freie Fahrt für Katja seine erste Hauptrolle. Es folgten noch weitere Engagements als Hauptdarsteller, so z. B. in Das Märchen vom Zaren Saltan (1966), Калиф-Аист (Kalif-Aist) (1968) nach Wilhelm Hauffs Kunstmärchen Kalif Storch, Хроника одного лета (Chronika odnogo leta, 1984), Джамайка (Dschamaika, 1987) und На полпути в Париж (Na polputi w Parisch, 2001). Neben Spielfilmen war er auch in diversen Bühnenaufzeichnungen zu sehen. Innerhalb dieser Sparte führe Andrejew von 1967 bis 2000 außerdem 26 mal Regie, darunter waren Inszenierungen von Повесть о молодых супругах (Powest o molodych suprugach), für die er nach Motiven von Jewgeni Schwarz auch das Drehbuch schrieb, Ostrowskis Wassilissa Melentjewa (beide 1982) und Метель (Metel, 1990) auf Grundlage von Leonid Leonows Roman. Seine Filmografie deckt diverse Genres wie das Drama, die Komödie, den Krimi und das Melodram ab.
Andrejew war seit 1997 auch in mehreren Dokumentarfilmen zu sehen, u. a. in Наталья Селезнёва. С широко раскрытыми глазами (Natalja Selesnjowa. S Schiroko raskrytymi glasami, 2010) über seine Ehefrau, die Schauspielerin und Volkskünstlerin Russlands Natalja Igorewna Selesnjowa (* 1945).
Der an einer koronaren Herzerkrankung Leidende starb zwei Tage nach seinem 90. Geburtstag auf einer Datsche, in die er sich mit seiner Frau aufgrund der COVID-19-Pandemie zurückgezogen hatte. Er wurde auf dem Friedhof Trojekurowo, Abschnitt 1, beigesetzt. Vier Tage nach seinem Tod fand im Jermolowa-Theater eine Gedenkveranstaltung für ihn statt.

## Ehrungen
Andrejew war Träger zahlreicher Auszeichnungen, u. a. des Preises des Moskauer Komsomol (1973), des Ordens des Roten Banners der Arbeit (1979), des Staatspreises der RSFSR (1980) und des Ordens der Völkerfreundschaft (1991). Des Weiteren wurden ihm die Titel Verdienter Künstler der RSFSR (14. Oktober 1963) sowie Volkskünstler der RSFSR (27. Juli 1972), der Tatarischen SSR (1978) und der UdSSR (1985) verliehen. Im postsowjetischen Russland erhielt er u. a. den Stanislawski-Gedenkpreis (1993), den Verdienstorden für das Vaterland aller vier Klassen (1995, 2005, 2010 und 2020) sowie die Goldene Maske (2018).

## Privates
Andrejew lebte mehrere Jahre mit der Schauspielerin Natalja Sergejewna Archangelskaja (* 1937) zusammen. 1953 kam ihre Tochter Olga zur Welt, eine spätere Absolventin des Staatlichen Moskauer Instituts für Internationale Beziehungen. Erst im März 1968 heiratete das Paar. 1983 wurde Olgas Tochter Xenia geboren.
1968 lernte er beim Dreh zu Kalif-Aist Natalja Selesnjowa kennen, woraufhin die Ehe mit Archangelskaja scheiterte. Bereits im 1969 heirateten er und Selesnjowa und noch im selben Jahr kam ihr Sohn Jegor zur Welt, der später als Diplomat tätig war. Aus seinen beiden Ehen gingen die Söhne Alexei (* 1995) und Nikolai (* 2011) hervor.
Andrejew war seit 1962 Mitglied der KPdSU.

## Bühnenarbeit (Auswahl)

### Moskauer Dramatheater „M. N. Jermolowa“ (Darsteller)
- 1952: Достигаев и другие (Dostigajew i drugije) – von Maxim Gorki
- 1957: С новым счастьем (S nowym stschastjem) – von Michail Swetlow
- 1961: Глеб Космачёв (Gled Kosmatschjow) – von Michail Schatrow
- 1967: Die Flucht – von Michail Bulgakow
- 1974: Play Strindberg – von Friedrich Dürrenmatt
- 1977: Дарю тебе жизнь (Darju tebe schisn) – von Dias Nasichowitsch Walejew
- 1980: Entenjagd – von Alexander Wampilow
- 1985: Onkel Wanja – von Anton Tschechow
- 1990: Der Löwe im Winter – von James Goldman
- 1992: Пропавший сюжет (Propawschi sjuschet) – Leonid Genrichowitsch Sorin
- 1998: Die Dame mit dem Hündchen – nach Anton Tschechows gleichnamiger Erzählung
- 2000: Царь Максимилиан (Zar Maximilian) – Alexei Remisow

### Moskauer Dramatheater „M. N. Jermolowa“ (Regisseur)
- 1963: Мать своих детей (Mat swoich detei) – von Alexander Afinogenow
- 1966: Der Ball der Diebe – von Jean Anouilh
- 1969: Моя окраина (Moja okrana) – von Lidija Petrowna Sucharewskaja
- 1970: Разлом (Raslom) – von Boris Andrejewitsch Lawrenjow
- 1971: Golden Boy – von Clifford Odets
- 1971: Снега (Snega) – von Juli Petrowitsch Tschepurin
- 1972: Завтра в семь (Sawtra w sem) – nach Konstantin Simonows Roman Die Lebenden und die Toten
- 1972: Schuster bleib bei deinen Leisten – von Alexander Ostrowski
- 1972: Der ältere Sohn – von Alexander Wampilow
- 1973: Letzten Sommer in Tschulimsk – von Alexander Wampilow
- 1974: Play Strindberg – von Friedrich Dürrenmatt
- 1975: Белое лето (Beloje leto) – von Olga Andrejewna Kutschkina
- 1976: Черемуха (Tscheremucha) – von Wiktor Astafjew
- 1977: Verstrickte Umstände – nach Alexander Wampilow
- 1977: Дарю тебе жизнь (Darju tebe schisn) – von Dias Nasichowitsch Walejew
- 1978: Диалоги (Dialogi) – von Dias Nasichowitsch Walejew
- 1978: Geld für Maria – von Walentin Rasputin
- 1979: Das Bergnest – von Dmitri Mamin-Sibirjak
- 1979: Die Kreutzersonate – von Lew Tolstoi
- 1980: Die Bataillone bitten um Feuer – nach Juri Bondarews Roman
- 1980: Entenjagd – von Alexander Wampilow
- 1984: Tiefe blaue See – von Terence Rattigan
- 1985: Onkel Wanja – von Anton Tschechow
- 1990: Der Löwe im Winter – von James Goldman
- 1992: Пропавший сюжет (Propawschi sjuschet) – Leonid Genrichowitsch Sorin
- 1994: Союз одиноких сердец (Sojus odinokich serdez) – Leonid Genrichowitsch Sorin
- 1995: Нахлебник (Nachlebnik) – von Iwan Turgenew
- 1996: Maria Stuart – von Friedrich Schiller
- 1997: Battle of Angels – von Tennessee Williams
- 1997: Грамматика любви (Grammatika ljubi) – nach Iwan Bunins Die Grammatik der Liebe
- 1998: Die Dame mit dem Hündchen – nach Anton Tschechows gleichnamiger Erzählung
- 1998: Great Catherine – von George Bernhard Shaw
- 1999: Tango – von Sławomir Mrożek
- 2000: Cengiz Han’ın Bisikleti – von Refik Erduran

### Maly-Theater (Regisseur)
- 1978: Das Ufer nach Juri Bondarew
- 1980: Вызов (Wysow) von Georgi Mokejewitsch Markow und Eduard Jurjewitsch Schim
- 1982: Die Wahl nach Juri Bondarew
- 1985: Игра (Igra) nach Juri Bondarew
- 1988: Гости (Gosti) von Leonid Genrichowitsch Sorin

### Gastregisseur
- 1976: Paradies auf Erden nach Maxim Gorki (Bühnen der Stadt Magdeburg)

## Filmografie (Auswahl)
- 1954: Reise mit Hindernissen (Wernye drusja)
- 1954: Reifezeugnis (Attentat srelosti)
- 1955: Freie Fahrt für Katja (Dobroje utro)
- 1957: Nächtliche Jagd (Notschnoi patrul)
- 1961: Bis zum nächsten Frühling (Do buduschtschei wesny)
- 1966: Das Märchen vom Zaren Saltan (Skaska o zare Saltane)
- 1982: Повесть о молодых супругах (Powest o molodych suprugach) (Bühnenaufzeichnung) – auch Regie und Drehbuch
- 1990: Метель (Metel) (Bühnenaufzeichnung) – auch Regie
- 2006: Сволочи (Swolotschi)